# Ewell
Ewell (engelskt uttal: [ˈjuːəl]
 ( lyssna)) är en stad i grevskapet Surrey i sydöstra England. Staden är en sydlig förort till London som ligger i distriktet Epsom and Ewell, cirka 19,5 kilometer sydväst om centrala London. Tätorten (built-up area) hade 27 526 invånare vid folkräkningen år 2021.
Ewell var en civil parish fram till 1974. Civil parishen hade 25 762 invånare år 1951. Ewell nämndes i Domedagsboken (Domesday Book) år 1086, och kallades då Etwelle.